# Corneliusstraße (München)
Die nach dem Maler Peter von Cornelius (1783–1867) und dessen Neffen, dem Dichterkomponisten Peter Cornelius (1824–1874) benannte Corneliusstraße in München verläuft von dem in der Altstadt gelegenen St.-Jakobs-Platz geradlinig in südöstlicher Richtung zur Isar.

## Verlauf
Die Straße verläuft am ehemaligen Hochbunker an der Prälat-Zistl-Straße vorbei, kreuzt die Blumenstraße und die Müllerstraße und tritt dann in das Gärtnerplatzviertel, das sich seit den 1990er Jahren zum Szeneviertel entwickelt hat. Sie wird von dem kreisrunden Gärtnerplatz unterbrochen und setzt sich mit Bebauung aus der zweiten Hälfte des 19. Jahrhunderts bis zur Isar fort. Dort endet sie an der Erhardtstraße. Über die Isar bildet die 1903 erbaute Corneliusbrücke ihre Fortsetzung zur Schweigerstraße im Stadtbezirk Au-Haidhausen, die nach dem Mariahilfplatz in die Gebsattelstraße übergeht.

## Geschichte
Die Corneliusstraße ist mit der planmäßigen Bebauung des Gärtnerplatzviertels in den 1860er Jahren entstanden. In dem Gasthaus Cornelius in der Corneliusstraße 12 befand sich (nach dem „Sterneckerbräu“) von 1920 bis 1923 die Geschäftsstelle der NSDAP. Das Gebäude existiert nicht mehr; heute steht dort ein Nachkriegsbau.
Zwischen der Baaderstraße und der Erhardtstraße stand bis zum Bau des Europäischen Patentamts das Cornelius-Gefängnis (auch als Gefängnis an der Baaderstraße geläufig).

## Bebauung

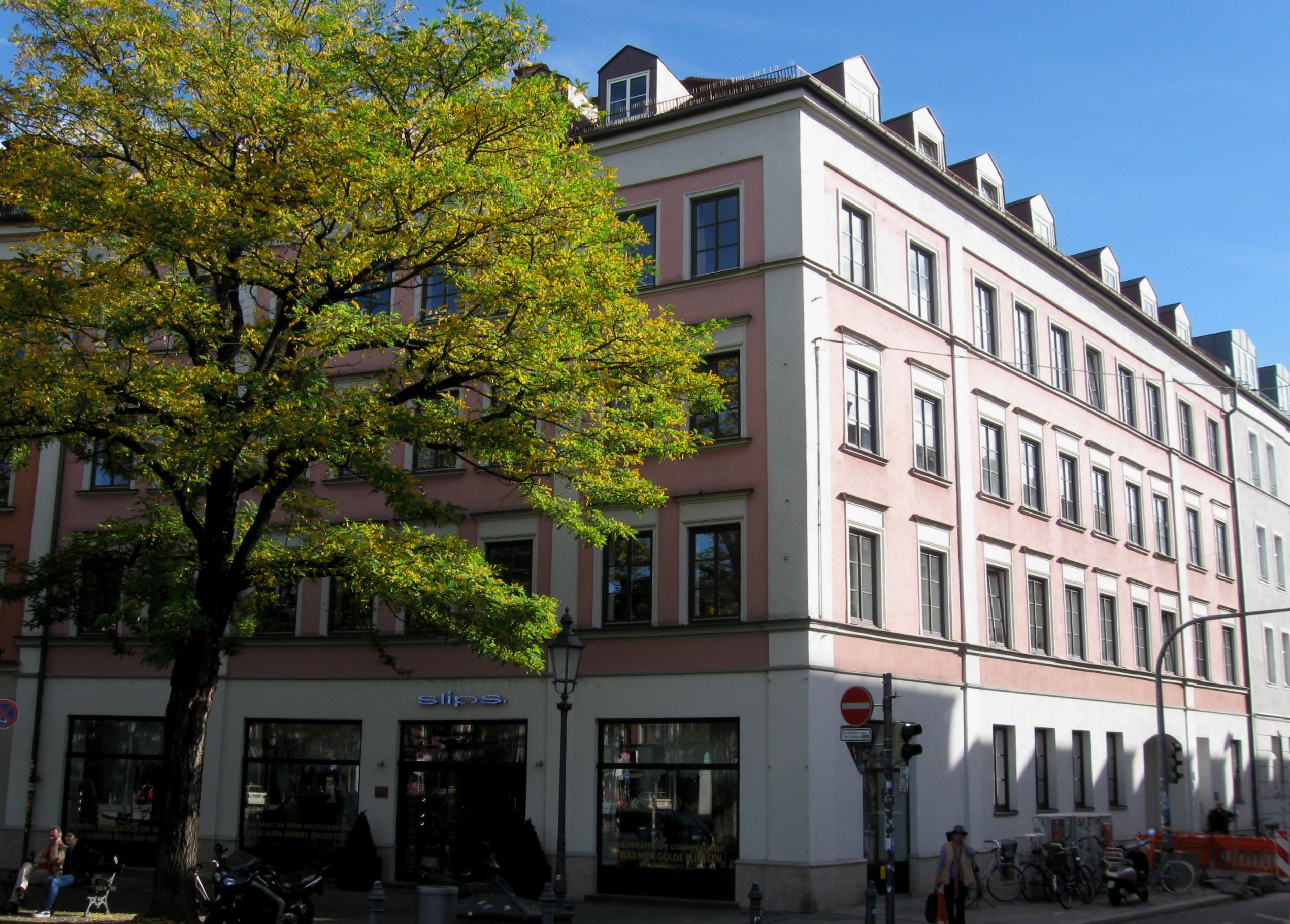
Eckhaus Nr. 15 am Gärtnerplatz

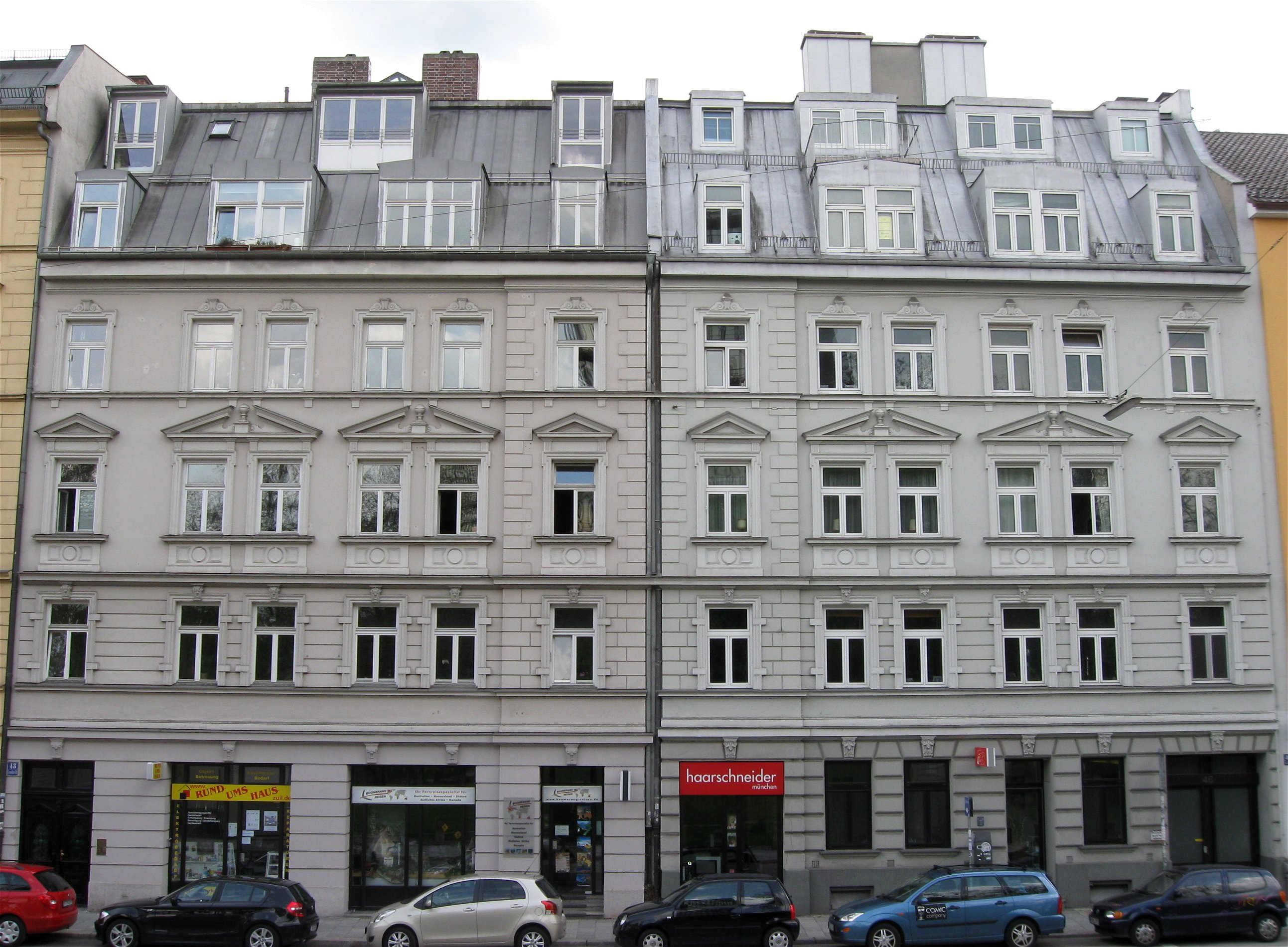
Corneliusstraße 46 und 48

Die Corneliusstraße weist zahlreiche, meist spätklassizistische Mietshäuser auf, die unter Denkmalschutz stehen, so die Hausnummern 3, 15, 21, 23, 24, 25, 27, 42, 46, 48 (teils in den 1860er Jahren erbaut, teils bis 1890; näher siehe die Liste der Baudenkmäler in der Isarvorstadt). Die Münchner Häuserliste (1974) nennt noch die Hausnr. 18.